# 라이언 쿨리

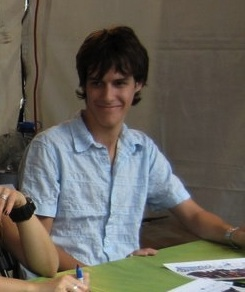

라이언 쿨리(Ryan Cooley, 1988년 5월 18일 ~ )는 캐나다의 영화배우, 텔레비전 배우이다.

## 영화
- 트레이시: 파편들 (2007년)
- 사이버무트 (2002년)